# Jaskinia Na Pomezí
Jaskinia Na Pomezí – jaskinia krasowa w północno-wschodnich Czechach.
W Jaskini Na Pomezí występuje rozległy, dwupiętrowy system korytarzy, komór oraz wysokich kominów z interesującą szatą naciekową. 